# نبيل بوسماحة
نبيل بوسماحة (2 ديسمبر 1990 - ) هو لاعب كرة قدم جزائري في مركز الوسط.

## روابط خارجية
- نبيل بوسماحة على موقع قاعدة بيانات كرة القدم.إي يو (الإنجليزية)
- نبيل بوسماحة على موقع Soccerway.com (الإنجليزية)